# Геза Шетет
Геза Шетет, (мађ. Géza Sötét; Кикинда, 2. октобар 1953) српски је сликар, илустратор и стрип цртач мађарског поријекла.

## Биографија
Један период је живио је у Суботици, а тренутно живи у Доњем Таванкуту. 
Први је стрип објавио 1977./78. у  војвођанском часопису на мађарском језику "Јо Пајтас"-у, као и у "САЗ- у" ("Сарајевски забавник"). Објављене су му двије епизоде-серије: "Њих троје", 1981., прву епизоду научнофантастичног стрипа "Чувар галаксије" (уз њу је илустровао и насловницу), краћи стрип "Зар је све у лепоти?" и стрип рађен по Јесењиновој причи "Бобиљ и Друшкан". Последњи обимнији стрип "Херкулес" (прву епизоду) публицирао му је "Јо Пајтас" 1987./88. Од 1984. до 1986. читаоци војвођанског листа на мађарском језику "Хет Нап" су имали прилику читати 60 стрип каишева његовог гег-стрипа. Као сликар учествовао је на четири групне изложбе. Стрипове је објављивао и у часописима "Екс алманах", "Дечје новине" и "Стрип забавнику".
У мају 2018. године, учествовао је као гост аутор на 3. Сомборском интернационалном фестивалу стрипа и фантастике. Његови први самостални стрипови су "Исус Реч Божја" ("Препород", 2015) чија је тема Христов живот од рођења до васкрсења и вазнесења и "Књига о Јову" ("Форма Б", 2019).
У сарадњи са београдском издавачком кућом "Форма Б", 2020. године, излази његова стрипована верзија капиталног дјела српске књижевности "Горски вијенац", Петра Петровића Његоша. За овај стрип Шетет је самостално урадио сценарио као и цртеж у оловци, док је туширање урадио Миодраг Ивановић. Почетком 2021. године, опет у сарадњи са издавачком кућом "Форма Б", излази дорађена верзија албума "Исус Реч Божја" у луксузном издању.
Насликао је око 2500 уља на платну. Честа тема су му библијски, антички и војвођански мотиви.